# براندين نايت
براندين نايت (بالإنجليزية: Brandin Knight)‏ مواليد 16 ديسمبر 1981 في نيوجيرسي، هو مدرب كرة سلة أمريكي ولاعب سابق. بدأ مسيرته الاحترافية في سنة 2003. يبلغ طوله 6 قدم 0 بوصة (1.8 م). اعتزل اللعب في 2005.

## روابط خارجية
- براندين نايت على موقع إن بي أي (الإنجليزية)
- براندين نايت على موقع سبورتس رفرنس (الإنجليزية)
- براندين نايت على موقع كرة السلة الأوروبية.كوم (الإنجليزية)
- براندين نايت على موقع كلية كرة السلة في سبورتس رفرنس.كوم (الإنجليزية)
- براندين نايت على موقع ريلجم (الإنجليزية)
- براندين نايت على موقع بروبوليرز (الإنجليزية)
- براندين نايت على موقع سبورتس رفرنس (الإنجليزية)